# Palacio de Chiloeches (Espinosa de los Monteros)
El Palacio de Chiloeches es un edificio renacentista con añadidos barrocos situado en el municipio burgalés de Espinosa de los Monteros.

## Historia

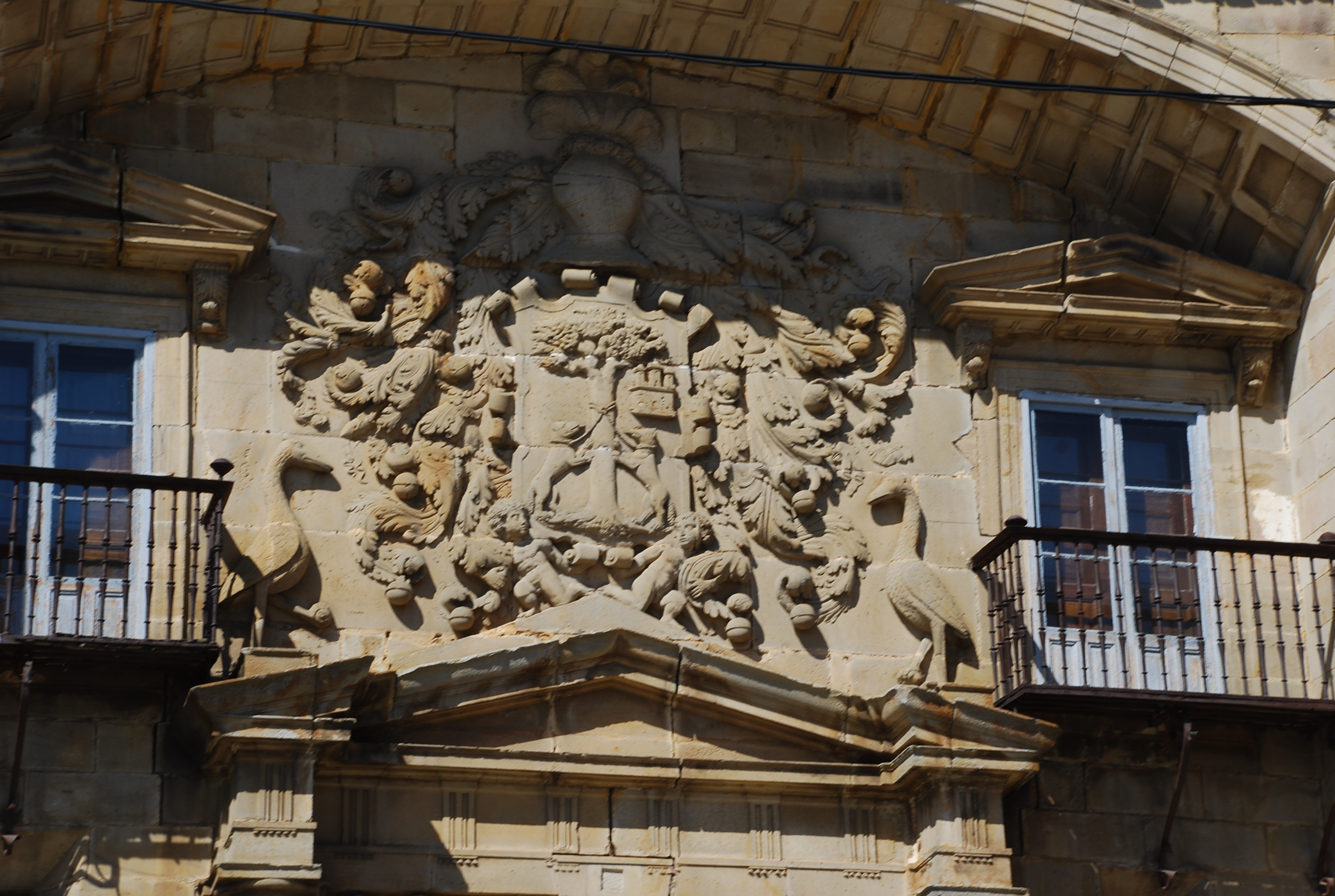
Escudo de armas de la fachada principal.

Los pocos datos que se pueden aportar sobre este edificio  es que Juan Zorrilla de San Martín, vecino de Espinosa de los Monteros, señor de las casas de San Martín y de la Gandara (Cantabria), construyó este palacio, junto a su hijo Francisco Zorrilla San Martín. En 1588 pusieron una ejecutoria de pleito en la Real Chancillería de Valladolid, contra Juan de Bueras y Juan Bueras de la Torre, vecinos de Bueras (Cantabria) sobre el pago del escudo de armas que habían esculpido para este palacio.
El marqués de la Gandara Real, tal como se dice no construyó este palacio, ya que el título fue concedido a Pedro Zorrilla de San Martín en 1735, vecino de Torrelaguna. A finales del siglo XVII este palacio quedó sin habitar, y fue utilizado en tiempos de guerra para acuartelar tropas, hasta que a finales del siglo XIX lo restauró el VI marqués de Chiloeches (1854), Luis de Porras, Zorrilla de San Martín, hijo de Francisco María de Porras y Ortiz (1815), casado con una posible heredera del palacio, Basilisa Zorrilla San Martín.

## Arquitectura

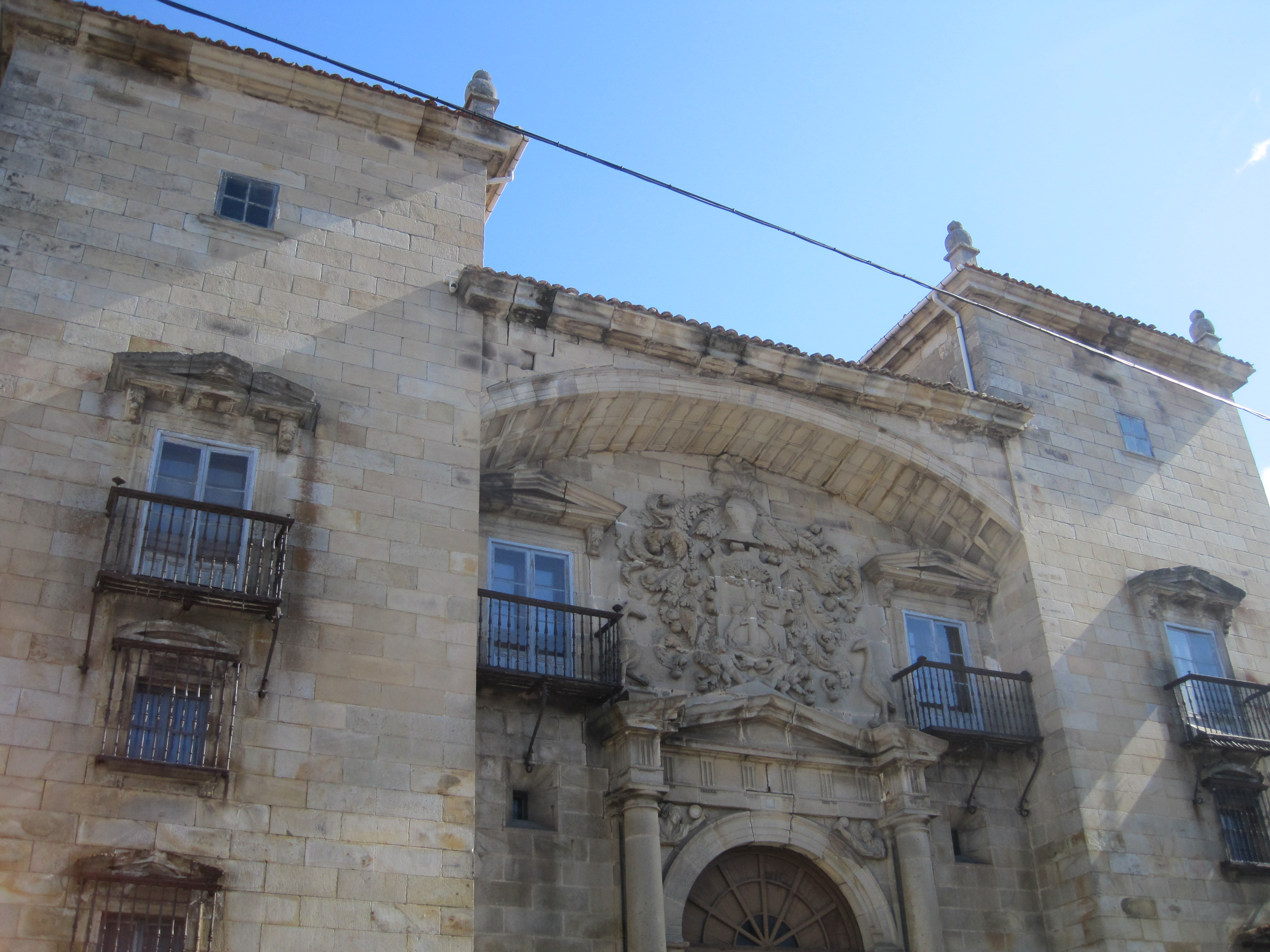
Vista cercana del palacio.

Se trata de una construcción que organiza la fachada entre dos grandes y voluminosas torres rematadas en pequeños pináculos. Es aún de claras raíces renacentistas, aunque luego su desarrollo y ejecución, muestran algunos tintes claramente barrocos. Estas torres, macizas y de cuidada factura, ven rota su rotundidad por ventanas rematadas en frontón renacentista apeado sobre ménsulas. 
Los dos grandes cubos sirven de marco y punto de máxima atención del cuerpo central, que se encuentra ligeramente retranqueado, respecto a la alineación de aquellos y se remata en un arco escarzano que cobija el monumental escudo y la cuidada portada.

## Escudos
En los escudos que se localizan en la fachada principal y en la parte superior de la puerta del muro junto al parque, se exponen las armas completas de los Zorrilla de San Martín.